# شهرستان گارزا (تگزاس)
شهرستان گارزا، تگزاس (به انگلیسی: Garza County, Texas) یک سکونتگاه مسکونی در ایالات متحده آمریکا است که در تگزاس واقع شده‌است.

## خصوصیات
شهرستان گارزا ۲٬۳۲۰٫۶۴ کیلومترمربع مساحت دارد.